# Manuel Torres Campañá
Manuel Torres Campañá (Cervera, 1891? -) va ser un professor mercantil i polític republicà espanyol, diputat membre del Congrés dels Diputats d'Espanya per la província de Madrid durant dues legislatures del període republicà
Diputat per elecció parcial de 12 de juliol com a membre del Partit Republicà Radical. Al setembre de 1934 s'integra en Unió Republicana. En les eleccions generals espanyoles de 1936 va ser escollit diputat per la circumscripció de la província de Madrid en la candidatura del Front Popular, obtenint 99.655 vots de 176.902 emesos, sent el candidat més votat de la seva circumscripció. Durant la guerra civil espanyola fou Delegat del Govern als Canals del Lozoya.
Forma part del govern republicà de José Giral format en l'exili el mes d'agost de 1945, ocupant la cartera de Governació, continuant el càrrec després de la remodelació d'abril de 1946 fins a febrer de 1947. Com a responsable d'Emigració, forma part a l'agost de 1947 del govern de Álvaro de Albornoz fins a la seva remodelació al febrer de 1949.

## Col·leccions documentals
Depositada en la Fundación Pablo Iglesias es troba la col·lecció documental corresponent a Torres Campañá, Manuel.